# Brassaiopsis producta
Brassaiopsis producta là một loài thực vật có hoa trong Họ Cuồng cuồng. Loài này được (Dunn) C.B.Shang mô tả khoa học đầu tiên năm 1984.